# Nuevo Mundo el Naranjo
Nuevo Mundo el Naranjo är en ort i Mexiko.   Den ligger i kommunen La Independencia och delstaten Chiapas, i den sydöstra delen av landet, 900 km öster om huvudstaden Mexico City. Nuevo Mundo el Naranjo ligger 913 meter över havet och antalet invånare är 162.
Terrängen runt Nuevo Mundo el Naranjo är huvudsakligen kuperad. Nuevo Mundo el Naranjo ligger nere i en dal. Runt Nuevo Mundo el Naranjo är det ganska glesbefolkat, med 47 invånare per kvadratkilometer. Närmaste större samhälle är San Antonio Porvenir, 4,3 km sydväst om Nuevo Mundo el Naranjo. I omgivningarna runt Nuevo Mundo el Naranjo växer i huvudsak städsegrön lövskog.